# Tralee

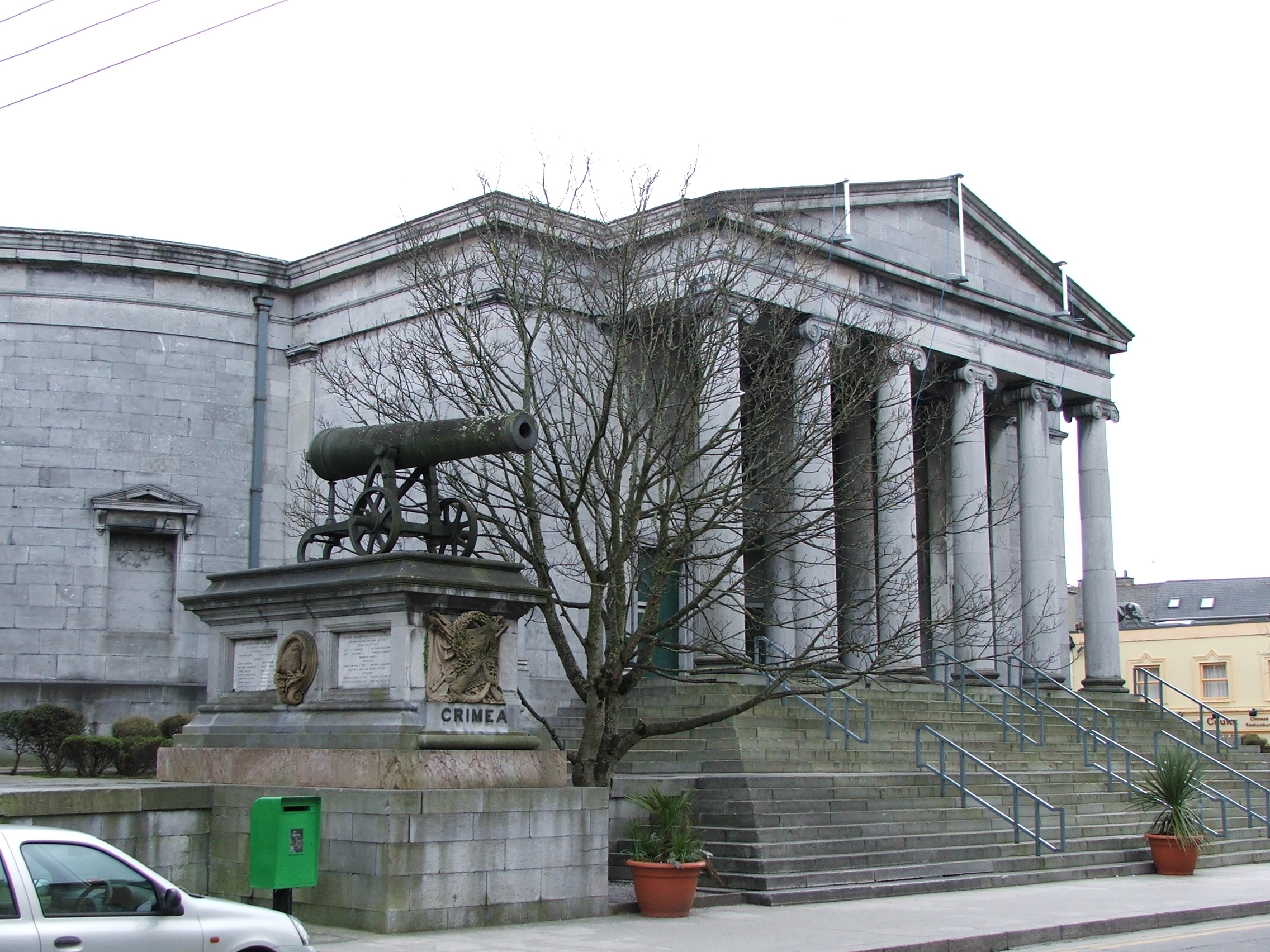
Domstolsbyggnaden i Tralee

Tralee (iriska: Trá Lí) är en stad och administrationscentrum för grevskapet Kerry i Republiken Irland. Den ligger i det sydvästra hörnet av Irland och hade år 2002 ungefär 25 000 invånare. Staden grundlades under 1300-talet och var huvudsätet för earlerna av Desmond. Namnet Tralee kommer ifrån det iriska Trá Lí, eller Trá Laoi, som betyder bredden av älven Lee.